# Cattleya gaskelliana
Cattleya gaskelliana és una espècie d'orquídia epifita que pertany al gènere Cattleya.

## Descripció
És una orquídia de grandària mitjana, d'hàbits de epífit amb pseudobulbs comprimits acanalats subestesos per beines grisenques que porten una sola fulla, apical, el·líptic-ovada, d'espessa i coriácea. Floreix en la primavera i finals de l'estiu en una inflorescència terminal, de 9 cm de llarg amb unes poques flors, fragants, que sorgeix en un pseudobulbo madur subestes per una beina basal gran.

## Distribució
Es troba a Colòmbia i Veneçuela a una altitud de 700 a 1000 metres.

## Taxonomia
Cattleya gaskelliana va ser descrita per (N.e.br.) B.S.Williams i publicat en The Orchid-Growers Manual (ed. 6) 182. 1885.
Etimologia

Cattleya: nom genèric atorgat en honor de William Cattley orquideòleg afeccionat anglès,
gaskelliana: epítet atorgat en honor de Gaskell (conreador anglès d'orquídies dels anys 1800).
Sinonímia

- Cattleya elegantissima Limitin
- Cattleya gaskelliana var. alba B.S.Williams
- Cattleya gaskelliana f. alba (B.S.Williams) M.Wolff & O.Gruss
- Cattleya labiata var. gaskelliana N.e.br.[1][4][5]